# Непотизм
| Менш корумповані 90–100 80–89 70–79 60–69 50–59 | Більш корумповані 40–49 30–39 20–29 10–19 0–9 Немає даних |

Непоти́зм (італ. nepotismo від лат. nepos, род. відм. nepotis — «онук», «племінник») — надання родичам або знайомим посад незалежно від їхніх професійних здібностей. Одна з частин політичної корупції, різновид фаворитизму. Інша назва — кумівство, тобто «потурання по службі своїм друзям або родичам на шкоду справі». Походить від практики роздачі римськими папами прибуткових посад, вищих церковних звань чи земель близьким родичам.